# Muro di Sormano

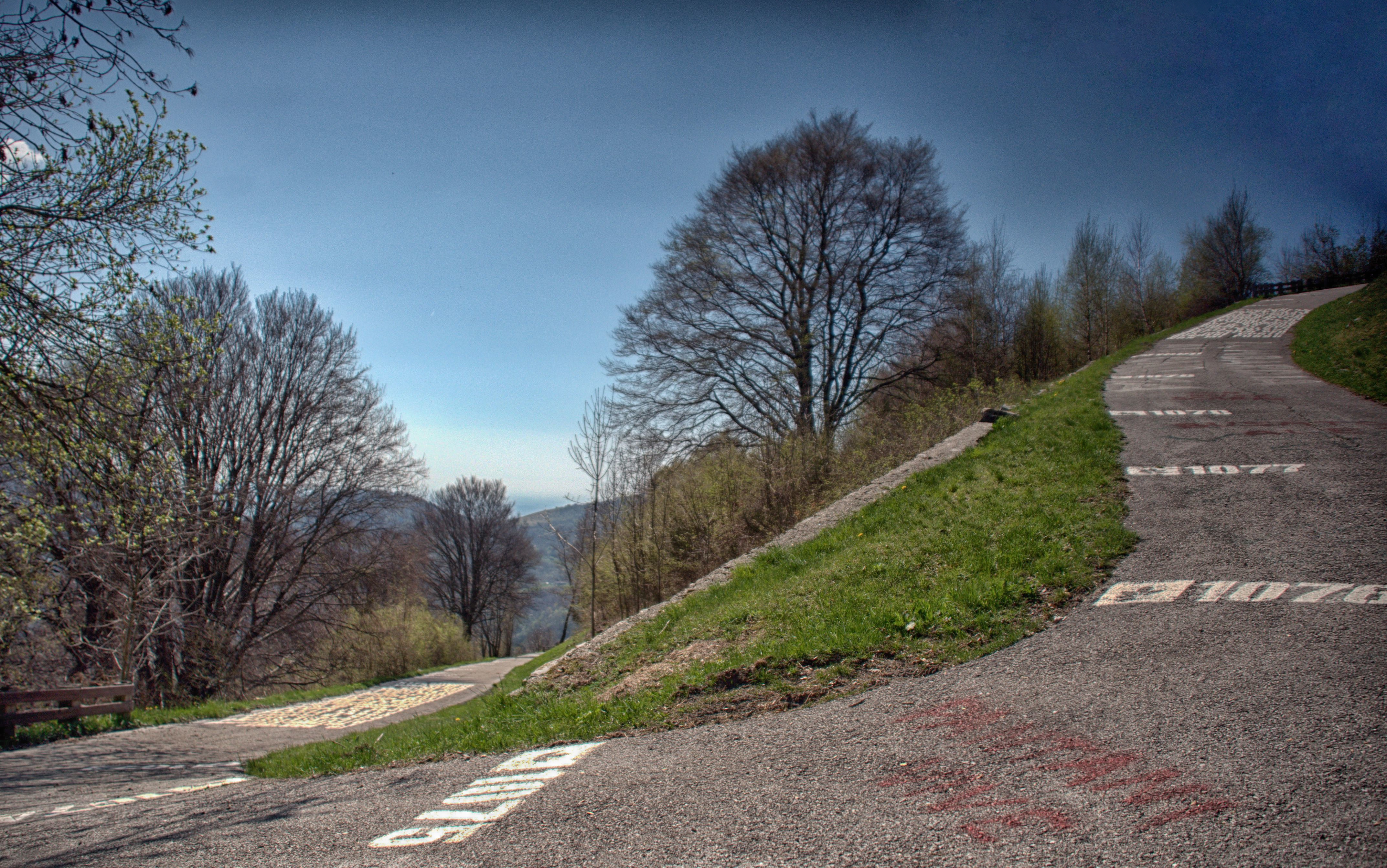
Muro di Sormano

Il Muro di Sormano è una salita nota tra gli appassionati di ciclismo per la sua difficoltà. Divenne famosa negli anni sessanta quando venne inserita nel percorso del Giro di Lombardia. Dopo un periodo di abbandono, la strada del Muro è stata recentemente riasfaltata e chiusa al traffico a motore.

## Storia
Il Muro di Sormano entrò nel percorso del Giro di Lombardia nel 1960, quando il patron Vincenzo Torriani, volendo rendere più selettiva la corsa, decise di aggiungere questa nuova salita, breve ma dalle pendenze proibitive (1,7 chilometri con punte del 27%), dopo il tradizionale passaggio sul Ghisallo e prima dell'arrivo a Como.
L'effetto desiderato superò le aspettative: la salita si rivelò così dura che molti professionisti furono costretti a scendere di bicicletta e proseguire a piedi (anche perché sulle biciclette dell'epoca non erano normalmente disponibili rapporti sufficientemente corti per quelle pendenze).
Il Muro di Sormano rimase nel percorso di gara per tre edizioni, fino al 1962: in quell'anno Ercole Baldini stabilì il primato dell'ascesa in 9'24". Dopodiché si decise di non affrontare più questa salita estrema, anche perché la gara veniva falsata dalle numerose spinte che i corridori ricevevano dagli spettatori.
Dopo la costruzione della nuova strada provinciale, più larga e dalle pendenze più abbordabili, la strada del Muro è stata abbandonata anche dal traffico veicolare ed è caduta in disuso. Dopo alcuni decenni, tuttavia, alcuni appassionati di ciclismo ne hanno promosso il recupero e nel 2006, sostituita la vecchia pavimentazione ormai rovinata con un nuovo manto di asfalto, il Muro è stato nuovamente inaugurato e rimesso a disposizione dei ciclisti.
Il Muro è stato inserito nuovamente nel percorso del Giro di Lombardia 2012, disputato il 29 settembre 2012, poi nel 2018 e nel 2019. Prima Joaquim Rodriguez nel 2012 stabiliva il nuovo record (per una corsa in linea) in 9:02, poi Thibaut Pinot nel 2018 lo portò a 8:48 attuale record.

## Percorso
La strada del Muro di Sormano inizia dal bivio lungo la strada provinciale che da Asso porta verso Pian del Tivano, alcune centinaia di metri dopo l'abitato di Sormano. Dopo una brevissima discesa e un ponte che scavalca un torrente, inizia la salita che da Ponte del Corno si snoda per circa 1700 metri superando un dislivello di quasi 300 metri (quota iniziale 831 m, finale 1124 m), con una pendenza media del 17% e punte fino al 27%.
La strada, molto stretta, sale in mezzo al bosco. Vi sono quattro tornanti. Lungo tutta la salita una serie di scritte sull'asfalto indica, metro per metro, la quota altimetrica, di modo che il ciclista possa sempre sapere dove si trovi e quanto manchi al termine della salita; inoltre il fatto che le scritte siano più o meno ravvicinate è indicativo della maggiore o minore pendenza. Tra il terzo e il quarto tornante si esce dal bosco e vi sono alcuni punti panoramici, anche questi segnalati da scritte sull'asfalto, da cui è possibile ammirare le montagne circostanti: i Corni di Canzo, il Cornizzolo, il Barzaghino, il Palanzone e, più lontano verso est, il Resegone e le Grigne.
Al termine la strada del Muro si riallaccia alla provinciale (che supera lo stesso dislivello percorrendo una distanza più che doppia): proseguendo in salita per una ventina di metri si raggiunge la località Colma di Sormano, a quota 1124 m s.l.m., dove la strada valica e prosegue in discesa verso Pian del Tivano per transitare da Zelbio (775 m s.l.m.) e terminare poi, dopo 7,2 chilometri, a Nesso, quota 275 m s.l.m., sul ramo occidentale del lago di Como. Svoltando a destra invece si ritorna verso Asso, per ritornare al punto di partenza.